# Nassarius humeratus
Nassarius humeratus is een slakkensoort uit de familie van de Nassariidae. De wetenschappelijke naam van de soort is voor het eerst geldig gepubliceerd in 2011 door Yang & Zhang.